# Grewia humilis
Grewia humilis là một loài thực vật có hoa trong họ Cẩm quỳ. Loài này được Wall. ex G.Don mô tả khoa học đầu tiên năm 1831.